# Клузия малая
Клузия малая (лат. Clusia minor) — вид цветковых растений полуэпифитов семейства Клузиевые. Родом из Центральной Америки и Венесуэлы. Для данного вида характерен факультативный CAM-фотосинтез, причём способность переключаться на данный тип фотосинтеза наблюдается уже на уровне отдельных органов. Так, противоположные листья в одном и том же узле могут осуществлять C3 или CAM-фотосинтез в зависимости от температуры и давления водяного пара, в которых находится каждый конкретный лист.

## Описание
Кустарник или дерево, от 7 до 10 м в высоту; веточки несколько угловатые, кора веток обычно отслаивается на втором-третьем узлах от верхушки и приобретает желтовато-полосатый вид. Листья яйцевидные, округлые на вершине, в основании острые, клиновидные, перепончатые, 5-10 см длиной; основание с тонким черешком 1-2 см; средняя жилка тонкая, выступающая снизу, боковые жилки отходят под углом 30 градусов от средней жилки; соцветия кистевидные; с цветоножками 2-5 мм; 4 чашелистика 6-7 мм; 4-5 белых или розовых лепестков ; плод шаровидный или обратнояйцевидный, 1,5-2 см в длину.

## Распространение и среда обитания
Этот вид обычно растет во влажных местах в полулиственных лесах на некарстовых почвах, но может встречаться и на насыпях.